# (30499) 2000 QE169
(30499) 2000 QE169 est un astéroïde troyen de Jupiter de 21,180 km de diamètre découvert en 2000.

## Description
(30499) 2000 QE169 a été découvert le 31 août 2000 à l'observatoire Magdalena Ridge, situé dans le comté de Socorro, au Nouveau-Mexique (États-Unis), par le projet Lincoln Near-Earth Asteroid Research (LINEAR).

### Caractéristiques orbitales
L'orbite de cet astéroïde est caractérisée par un demi-grand axe de 5,17 ua, un périhélie de 4,88 ua, une excentricité de 0,06 et une inclinaison de 3,91° par rapport à l'écliptique. Du fait de ces caractéristiques, à savoir un demi-grand axe compris entre 4,6 et 5,5 ua et un périhélie inférieur à 0,3 ua, il est classé, selon la JPL Small-Body Database, astéroïde troyen de Jupiter du camp troyen. Il est situé au point de Lagrange L5 du système Soleil-Jupiter.

### Caractéristiques physiques
(30499) 2000 QE169 a une magnitude absolue (H) de 12,1 et un albédo estimé à 0,075, ce qui permet de calculer un diamètre de 21,180 km. Ces résultats ont été obtenus grâce aux observations du Wide-Field Infrared Survey Explorer (WISE), un télescope spatial américain mis en orbite en 2009 et observant l'ensemble du ciel dans l'infrarouge, et publiés en 2011 dans un article présentant les résultats concernant 1 739 astéroïdes troyens de Jupiter et 349 candidats.